# Ольшини (Поморське воєводство)
Ольшини (пол. Olszyny, нім. Ellerneck) — село в Польщі, у гміні Черськ Хойницького повіту Поморського воєводства.
У 1975-1998 роках село належало до Бидгощського воєводства.